# Villebon-sur-Yvette
Villebon-sur-Yvette ist eine französische Gemeinde mit 10.353 Einwohnern (Stand 1. Januar 2022) südlich von Paris im Département Essonne. Durch den Ort fließt die Yvette.
Liederbach am Taunus und Frauenwald in Deutschland sind Partnerstädte von Villebon-sur-Yvette.

## Sendeanlage
In Villebon-sur-Yvette befindet sich seit 1935 eine Rundfunksendeanlage für Mittelwelle. Der Sender wurde am 18. August 1944 von den abziehenden deutschen Truppen zerstört, konnte aber bald wieder in Betrieb gehen, wenn auch zuerst mit verminderter Leistung. Am 10. Dezember 1961 wurde einer der beiden Antennenmasten der Station von Terroristen gesprengt.
Die Sendeanlage in Villebon-sur-Yvette verwendete als Antennenanlage zwei selbststrahlende abgespannte Stahlfachwerkmasten mit dreieckigem Querschnitt. Seit dem 4. September 2000 wurde in AM-Stereo mit einer Leistung von 300 kW das Programm France Bleu 107.1 auf Frequenz 864 kHz ausgestrahlt. Wegen seiner hohen Leistung war dieser Sender – vor allem während der Nachtstunden – der am leichtesten zu empfangende AM-Stereo-Sender im deutschsprachigen Raum. Am 1. Januar 2016 schaltete Radio France den Mittelwellensender aus Ersparnisgründen ab.